# Wadim Iwanowitsch Tumanow

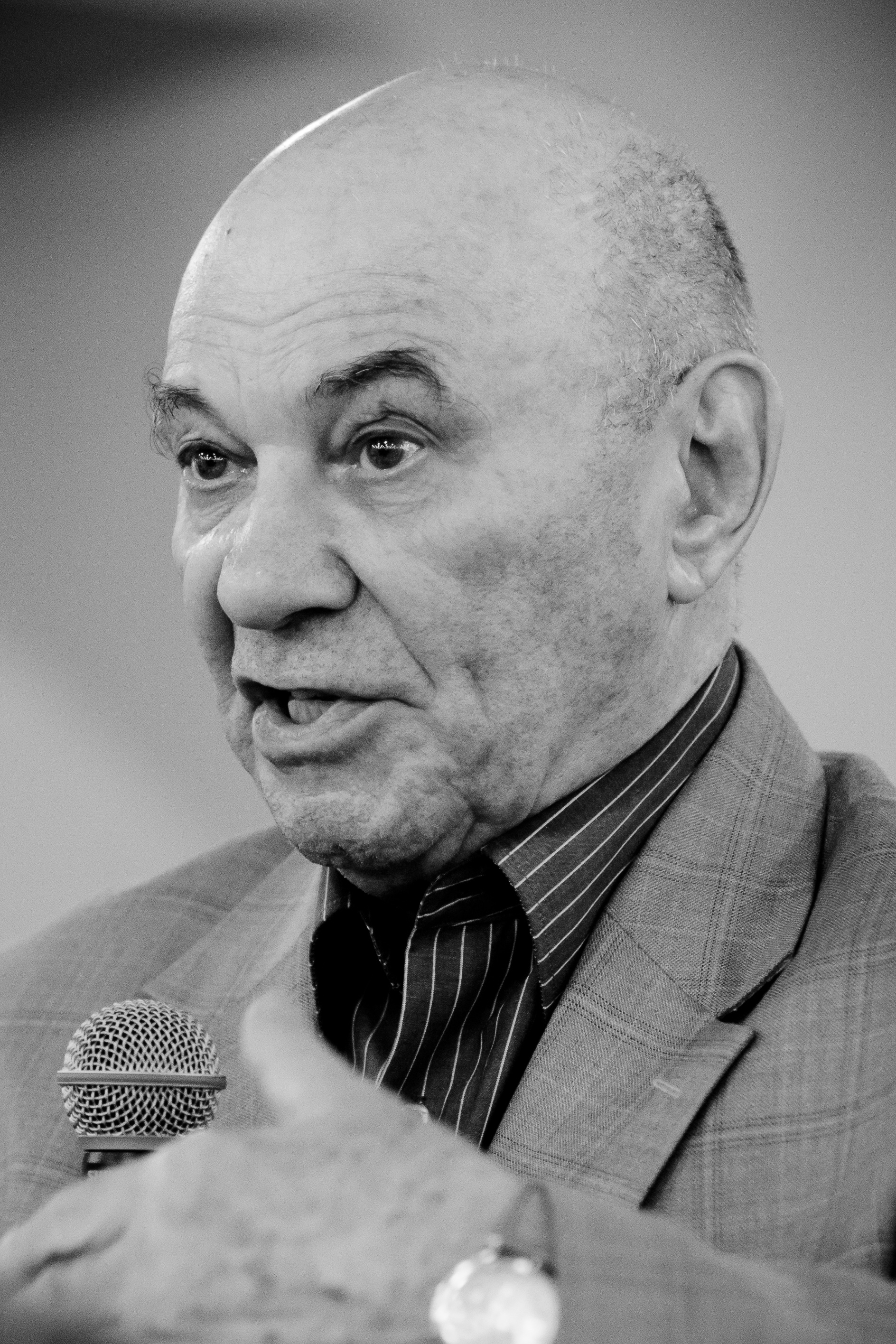
Wadim Tumanow (2012)

Wadim Iwanowitsch Tumanow (russisch Вадим Иванович Туманов; * 1. September 1927 in Bila Zerkwa, Ukrainische SSR; † 10. Juli 2024 in Moskau) war ein sowjetischer und russischer Goldsucher und Bergbau-Unternehmer.

## Werdegang
Tumanow kam in einer Arbeiterfamilie zur Welt. 1930 übersiedelte die Familie in den Fernen Osten. Im Alter von 14 Jahren  wurde er Seemann und wurde Mitglied des Komsomol. 1943 wurde er zur Pazifik-Rotbannerflotte einberufen und nahm im Küstenschutz (Artilleriedivision) am Zweiten Weltkrieg  teil. Nach Kriegsende besuchte er eine Schule für Navigationsoffiziere. 1948 wurde er als Navigationsoffizier auf dem Schiff „Uralmasch“ verhaftet und zu acht Jahren Lagerhaft in Kolyma nach Delikten aus Paragraph 58 des Strafgesetzbuchs der RSFSR („Spionage“, „Terror“ und „antisowjetische Agitation“) verurteilt. Nach Tumanows eigenen Worten war der Grund für seine Festnahme die „Liebe zu Jessenin“. Er versuchte mehrmals vergeblich die Flucht, wodurch sich die Haft auf insgesamt 25 Jahre addierte. Erst nach dem Tod Stalins 1953 wurde er freigelassen und freigesprochen. Alle Vorstrafen wurden aufgehoben und er erlangte seine Bürgerrechte zurück.
Nach seiner Rehabilitation absolvierte Tumanow Lehrgänge für Management im Bergbau. Seit 1956 bildete er einige große Goldförder-Kooperativen. Ein Teil von ihnen arbeitet bis zum heutigen Tag. Unter den durch den Unternehmer aufgebauten Kooperativen, die sich vom Ural bis an die Ufer des Ochotskischen Meeres erstrecken, gehören  „Semiletka“ (1960–1966), „Progress“ (1966), „Aldan“ (1969), „Amur“ (1973), „Witim“ (1973), „Lena“ (1976), „Petschora“. Tumanow führte intensive Gespräche zur Goldgewinnung, so unter anderem in den USA, Deutschland und Bolivien. Die von Tumanow aufgebauten Betriebe haben zusammen mit Tochterunternehmen über 500 Tonnen Gold gefördert.
Die größte Resonanz erhielt Tumanows Tätigkeit als Leiter (seit 1979) der im Jahre 1956 gebildeten Genossenschaft „Petschora“. Anfang der 1980er Jahre ging die faktisch als Kooperation geltende Genossenschaft zur wirtschaftlichen Rechnungsführung über. 1987 haben Jegor Kusmitsch Ligatschow, als Mitglied des Politbüros, und der Minister der Buntmetallurgie der UdSSR, Wladimir Durasow, eine Kampagne gegen die Genossenschaft „Petschora“ und Wadim Tumanow selbst, geleitet. An der Kampagne gegen den Goldförderer haben auch andere teilgenommen, so etwa der Chefredakteur der Zeitung „Sozialistische Industrie“, A.A.Baranow, der erste Sekretär des Gebietskomitees der Kommunistischen Partei der Region Komi Wladimir I. Melnikow und  der Generalsekretär des Zentralkomitees der KPdSU, Michail Sergejewitsch Gorbatschow. Eine Liquidation der Kooperative war die Folge.
1987 hat Tumanow die Kooperative „Stroitel“ eröffnet. In Karelien registriert, spezialisierte sie sich auf den Straßenbau. Später baute er die Aktiengesellschaft „Tumanow & Co“ auf.

## Rezeption in Literatur und Film
Der Schauspieler und Liederdichter Wladimir Wyssozki war ein Freund Tumanows. Er widmete ihm einige seiner Lieder, darunter „Flucht zum Vorstoß“. Sein Leben als Unternehmer lieferte den Stoff für das Buch „Die schwarze Kerze“ von Wladimir Wyssozki und Leonid Mantschinski, das 2006 unter dem Titel „Fartowyj“ (Glückspilz) verfilmt wurde.
2004 erschien sein Autobiographie mit dem Titel „Alles verlieren – und mit einem Traum wieder beginnen…“, in dem er über die Jahre erzählt, die er in Kolyma verbracht hatte, über den Aufbau von Goldsucher-Genossenschaften und über Persönlichkeiten, denen er begegnet ist.
Über Tumanow wurden zwei Dokumentarfilme gedreht und mehrere Fernsehsendungen ausgestrahlt.